# Malans, Elveția

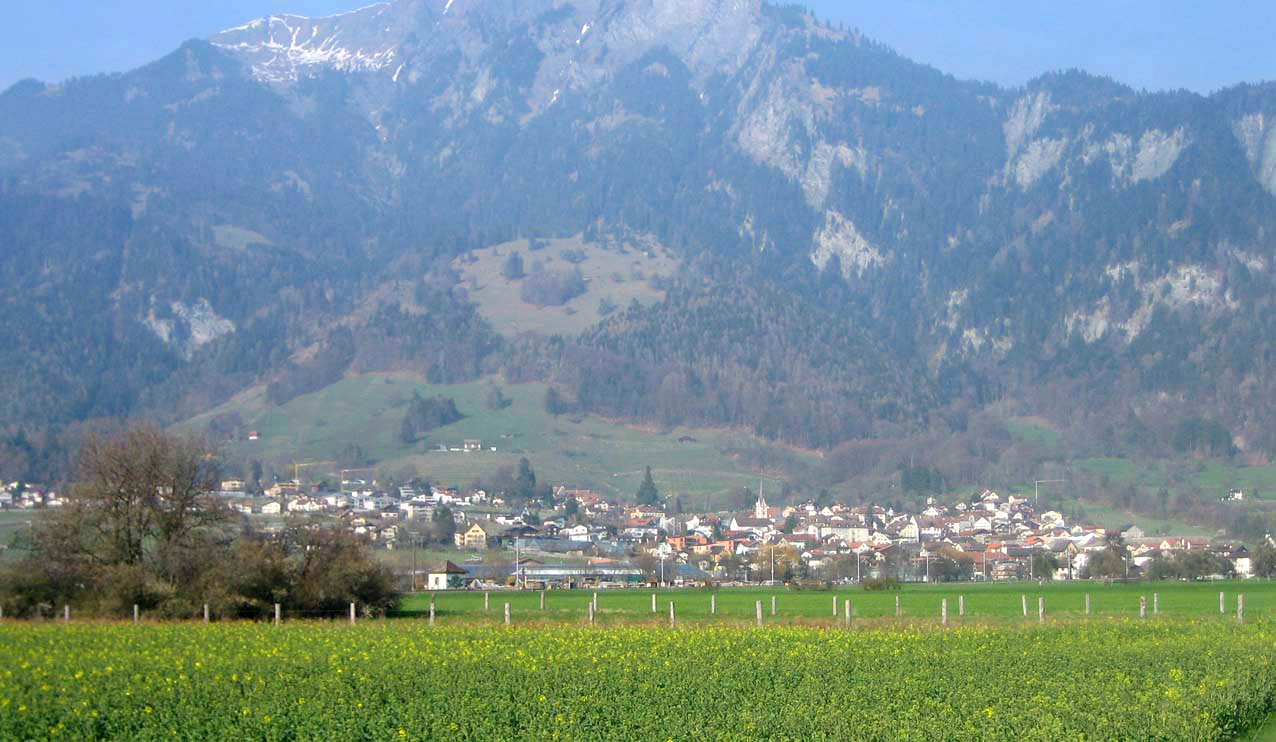
Malans GR

Malans este o comună cu 	2203 loc. (în 2008) situat la altitudinea de 568 m, în districtul Landquart (Maienfeld), cantonul Graubünden, Elveția.

## Date geografice
Comuna se află în apropiere de gura de vărsare a râului Landquart în Rin, la 5 km sud-est de Maienfeld. Teritoriul comunei se întinde pe suprafața de 11.40 km² (1138 ha), din care 505 ha, sunt acoperite de păduri, 449 ha sunt terenuri agricole, din care 115 ha, sunt folosite ca podgorii sau livezi cu pomi fructiferi. Restul de 105 ha, sunt terenuri neproductive, și 79 ha reprezintă suprafața ocupată de casele locuitorilor.

## Populația
În anul 2204, comuna avea 2083 loc. din care 93 %, erau de cetățenie elvețiană.

## Economie
Printre ramurile economice mai importante, este producerea vinului, turismul, existând și o industrie locală, cu prestări de servicii.